# Skyline (Minnesota)
Skyline es una ciudad ubicada en el condado de Blue Earth en el estado estadounidense de Minnesota. En el Censo de 2010 tenía una población de 289 habitantes y una densidad poblacional de 634 personas por km².

## Geografía
Skyline se encuentra ubicada en las coordenadas 44°8′27″N 94°2′1″O / 44.14083, -94.03361. Según la Oficina del Censo de los Estados Unidos, Skyline tiene una superficie total de 0.46 km², de la cual 0.45 km² corresponden a tierra firme y (1.14%) 0.01 km² es agua.

## Demografía
Según el censo de 2010, había 289 personas residiendo en Skyline. La densidad de población era de 634 hab./km². De los 289 habitantes, Skyline estaba compuesto por el 98.62% blancos, el 0% eran afroamericanos, el 0% eran amerindios, el 0.35% eran asiáticos, el 0% eran isleños del Pacífico, el 0.69% eran de otras razas y el 0.35% pertenecían a dos o más razas. Del total de la población el 3.11% eran hispanos o latinos de cualquier raza.